# Aurelia Accame Bobbio
Aurelia Accame Bobbio (Roma, 31 gennaio 1911 – Frascati, 7 settembre 1999) è stata una storica della letteratura italiana.

## Biografia
Di famiglia piemontese (era cugina di Norberto Bobbio) trasferita a Roma per l'incarico del padre al Ministero di Grazia e Giustizia, si laureò all'Università degli Studi di Roma "La Sapienza" nel 1933 con Vittorio Rossi. Cresciuta nell'ambiente culturale antifascista piemontese, a Roma si legò all'antifascismo cattolico entrando nella Federazione universitaria cattolica italiana e nella redazione della rivista "Studium" e partecipando ad azioni di lotta politica durante l'occupazione nazista di Roma. Nel 1948 sposò Silvio Accame. Dopo aver insegnato a lungo nei licei, ottenne nel 1970 la cattedra di Letteratura Italiana nella Facoltà di Magistero dell’Università di Roma succedendo a Umberto Bosco. Studiosa a tutto campo della letteratura italiana, con un'attenzione particolare a Manzoni di cui curò alcune edizioni scolastiche, pubblicò numerose voci nell'Enciclopedia dantesca.

## Opere principali
- Le riviste fiorentine del principio del secolo. 1903-1916, Firenze, Sansoni, 1936; nuova edizione con presentazione di Giorgio Luti, Firenze, Le lettere, 1984
- Personalità e universalità dell'arte, Roma, Studium, 1939
- La divina pedagogia nei promessi sposi, Brescia, La scuola, 1948
- Il cristianesimo manzoniano tra storia e poesia, Roma, Edizioni di storia e letteratura, 1954
- Parini, Brescia, La scuola, 1954
- La crisi manzoniana del 1817, Firenze, Le Monnier, 1960
- La formazione del linguaggio lirico manzoniano, Roma, Edizioni di storia e letteratura, 1963
- Profilo storico della letteratura italiana, Brescia, La scuola, 1963
- Storia dell'Adelchi, Firenze, Le Monnier, 1963
- Giovanni Comisso, Milano, Mursia, 1973
- Alessandro Manzoni: segno di contraddizione, Roma, Studium, 1975